# オルカーニャ

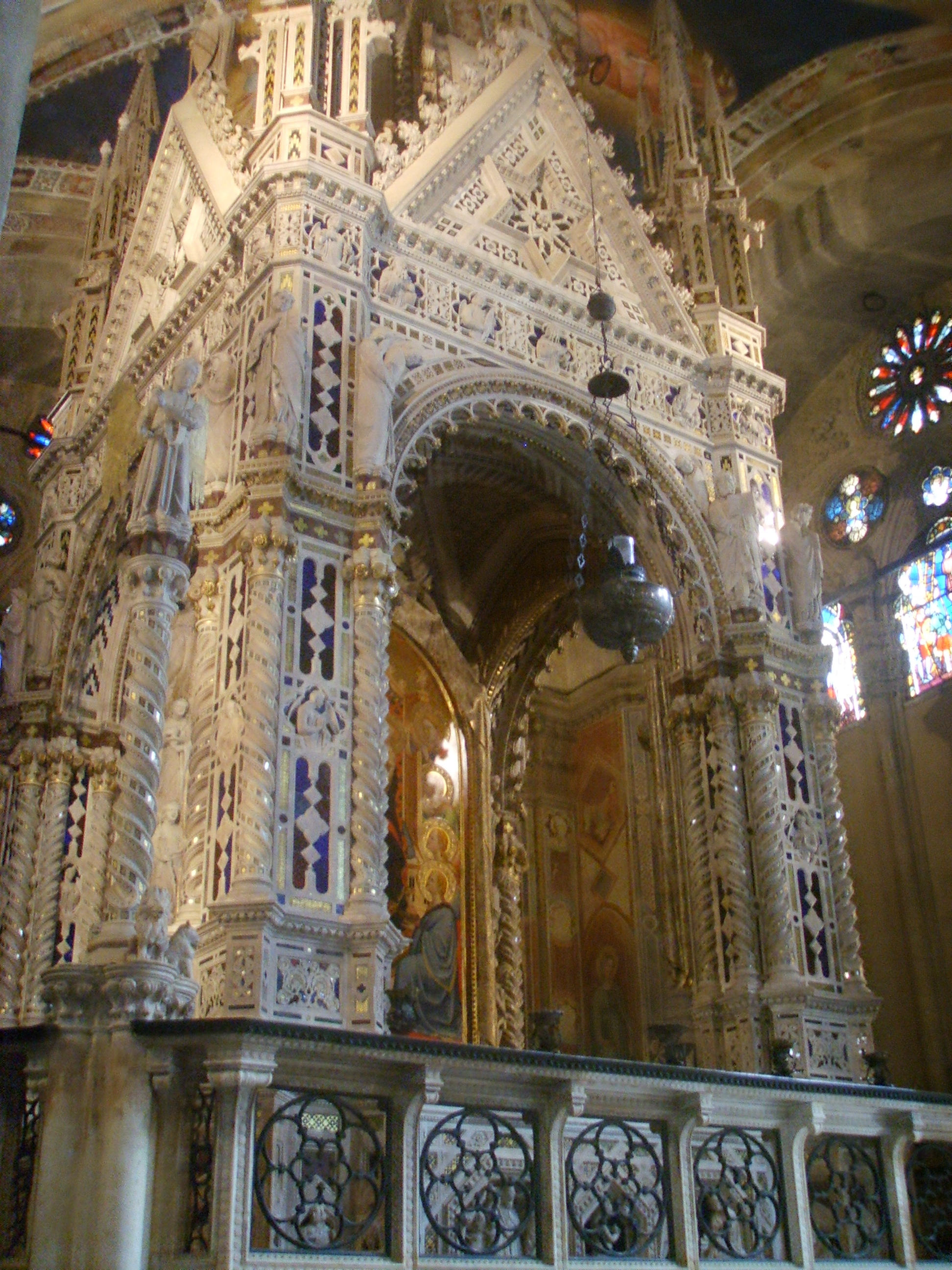
オルカーニャ作 オルサンミケーレ教会のタベルナクル（1359年）中の絵はベルナルド・ダッディ

オルカーニャ（Orcagna）ことアンドレア・ディ・チョーネ・ディ・アルカンジェロ（Andrea di Cione di Arcangelo, 1308年頃 - 1368年）は、イタリア、フィレンツェの画家、彫刻家、建築家。アンドレア・ピサーノ、ジョット・ディ・ボンドーネの弟子。弟のヤコポ・ディ・チョーネ（en:Jacopo di Cione）、ナルド・ディ・チョーネ（en:Nardo di Cione）も美術家である。
作品には、サンタ・マリア・ノヴェッラ教会ストロッツィ礼拝堂にある『聖母と聖者たちと救世主イエス・キリスト』の祭壇画（1354年 - 1357年 ）と、「イタリア・ゴシックのこの種の作品の中では最も完璧な作品」と言われるオルサンミケーレ教会のタベルナクル（天蓋付き壁龕）（1359年完成）がある。
オルカーニャのフレスコ画『死の勝利』は、フランツ・リストの協奏曲の中でも最高傑作と評価の高い『死の舞踏』にインスピレーションを与えたと言われている。オルカーニャの弟子の中には、14世紀のピサの画家、ネッロ・ディ・ヴァンニがいて、彼もカンポサントで仕事をした。ネッロ・ディ・ヴァンニは、ベルナルド・ネッロまたはジョヴァンニ・ファルコーネと同一人物であると推測されている。
オルカーニャは1367年にフィレンツェの両替商組合から『聖マタイとその生涯の物語』 (ウフィツィ美術館) の制作を依頼されたが、翌年の1368年にこの作品を完成させることなく死去した。

## 作品

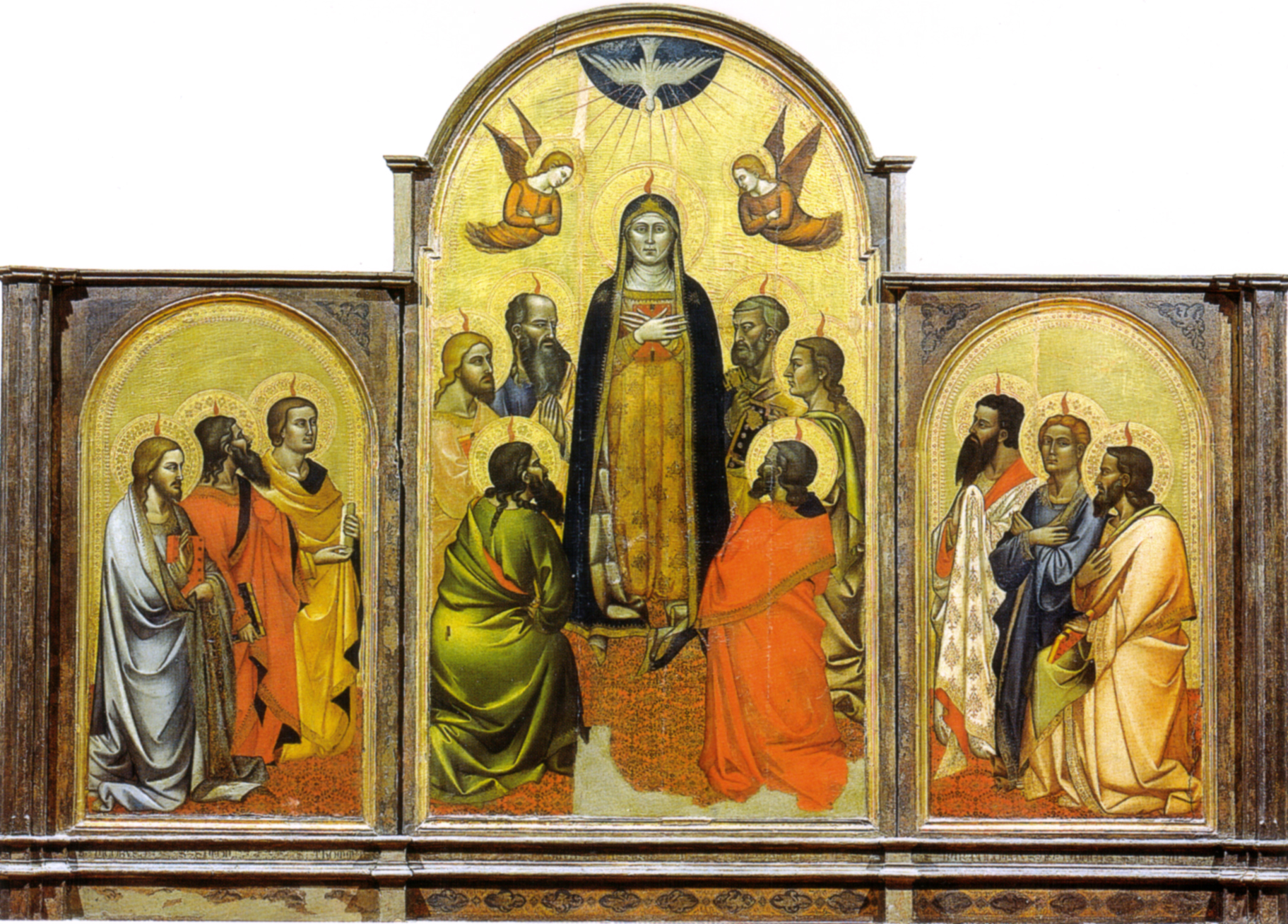
『聖霊降臨』 (1362-1365年ごろ) アカデミア美術館 (フィレンツェ)
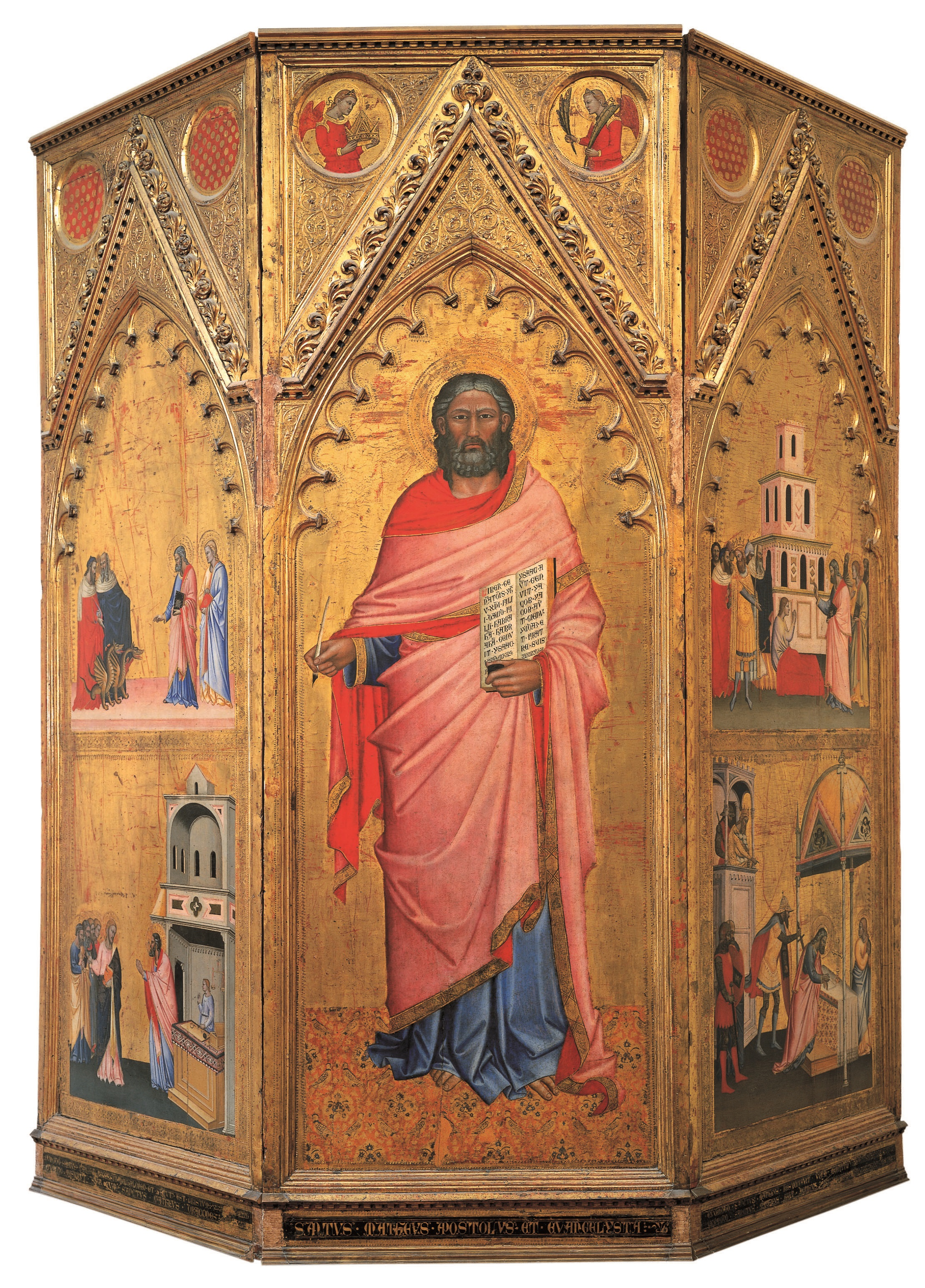
『聖マタイとその生涯の物語』 (1367年ごろ) ウフィツィ美術館
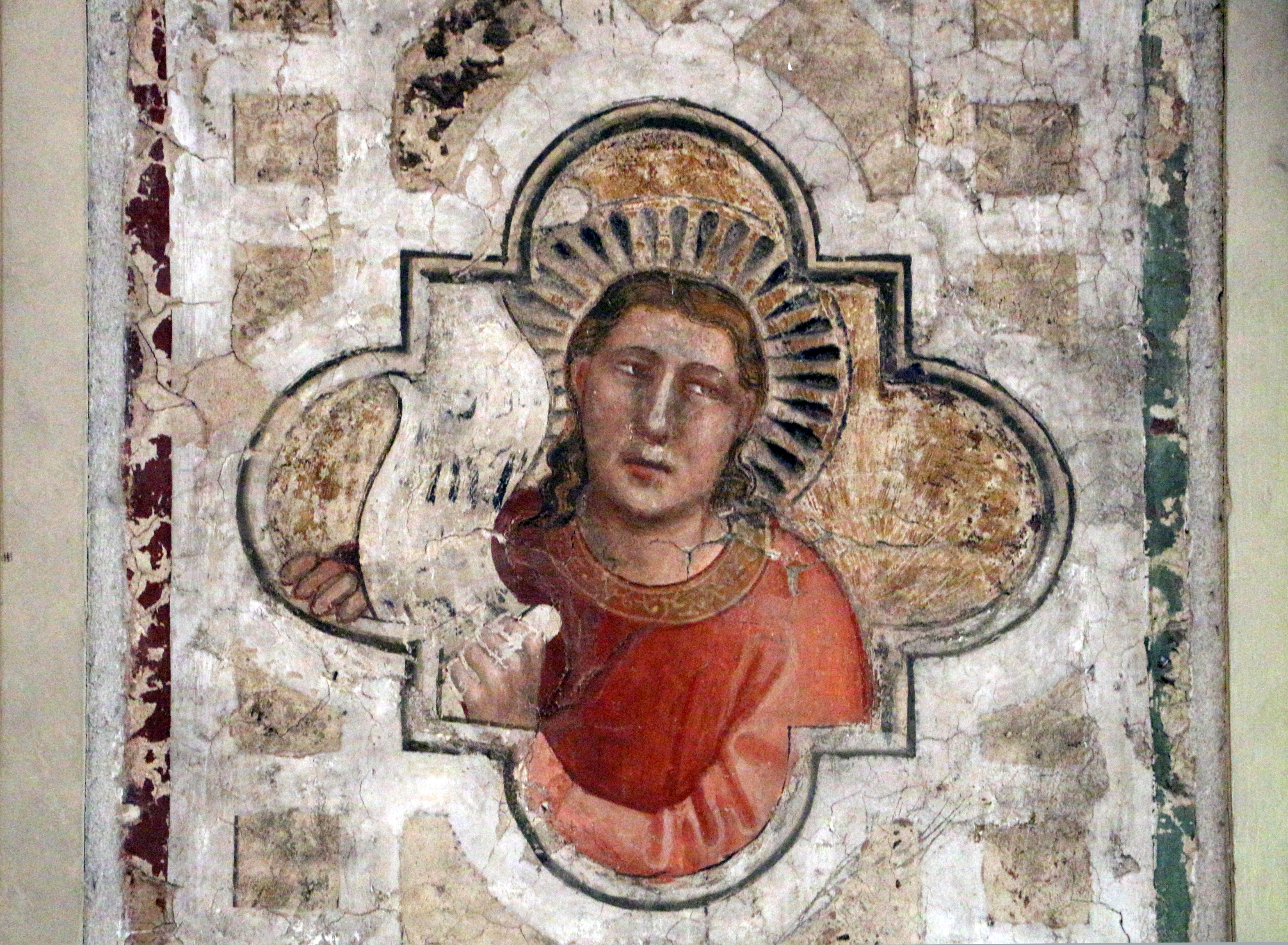
フィレンツェのCappella degli Ubriachi in Santa Maria Novellaの装飾画
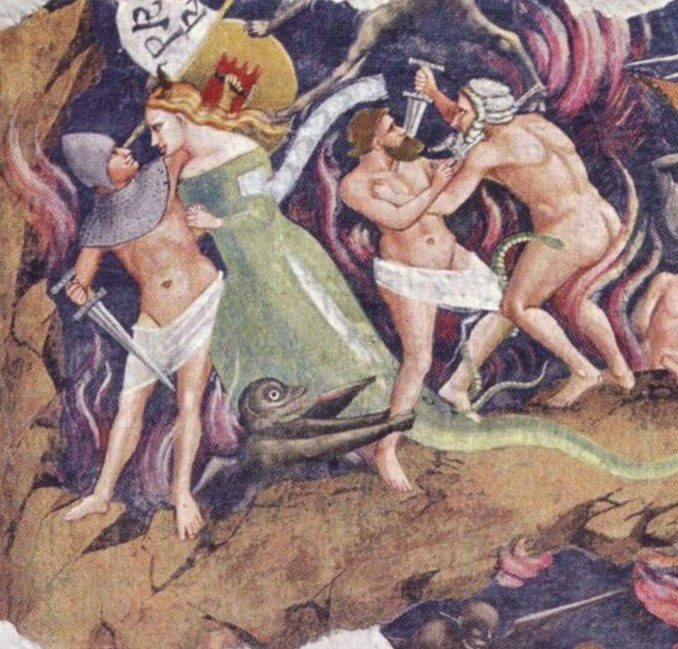
『死の勝利』（部分）